# No Mercy (UK)
No Mercy (UK) foi um evento pay-per-view realizado pela World Wrestling Federation, ocorreu no dia 16 de maio de 1999 no Manchester Evening News Arena em Manchester, Inglaterra. Esta foi a primeira edição da cronologia do No Mercy. Foi em formato de pay-per-view somente para Reino Unido.

## Resultados
| #                           | Lutas                                                                                               | Estipulação                                        | Tempo |
| --------------------------- | --------------------------------------------------------------------------------------------------- | -------------------------------------------------- | ----- |
| 1                           | Tiger Ali Singh derrotou Gillberg.                                                                  | Singles match                                      | 01:05 |
| 2                           | The Ministry of Darkness (Viscera, Faarooq e JBL) derrotaram The Brood (Gangrel, Edge e Christian). | Six-Man Tag Team match                             | 13:49 |
| 3                           | Steve Blackman derrotou Droz.                                                                       | Singles match                                      | 07:53 |
| 4                           | Kane derrotou Mideon por desqualificação.                                                           | Singles match                                      | 04:36 |
| 5                           | Nicole Bass derrotou Tori.                                                                          | Singles match                                      | 00:27 |
| 6                           | Shane McMahon (c) derrotou X-Pac.                                                                   | Singles match pelo WWF European Championship       | 08:21 |
| 7                           | Mr. Ass derrotou Mankind.                                                                           | Singles match                                      | 11:27 |
| 8                           | Steve Austin (c) derrotou The Undertaker e Hunter Hearst Helmsley (com Chyna)                       | Anything Goes Triangle match pelo WWF Championship | 15:07 |
| (c) – Campeão antes da luta | |                                                    |       |